# Edvige Sofia di Brandeburgo
Edvige Sofia di Brandeburgo (Berlino, 14 luglio 1623 – Smalcalda, 26 giugno 1683) è stata una principessa prussiana.

## Biografia
Figlia del duca di Prussia Giorgio Guglielmo di Brandeburgo e di Elisabetta Carlotta del Palatinato-Simmern.
Venne data in moglie a Guglielmo VI d'Assia-Kassel che sposò a Cölln il 19 luglio 1649.
Dopo la prematura morte del marito nel 1663, fu reggente d'Assia-Kassel, inizialmente per il suo primogenito, il langravio Guglielmo VII ed in seguito, dopo la sua morte nel 1670, per suo fratello minore, il langravio Carlo. Durante la reggenza si sforzò di proseguire la prudente politica estera del marito, evitando di coinvolgere il langraviato in pericolosi conflitti, e riuscì per un certo tempo a mantenere neutrale il proprio stato.
In seguito la minaccia rappresentata dalla politica di espansionismo francese indusse la reggente a mutare politica e ottenne dagli stati d'Assia-Kassel un maggior versamento di tasse, che consentì di ricostituire l'esercito, ridotto al minimo dopo la guerra dei trent'anni. Nel 1673 strinse alleanza con il fratello, il principe elettore Federico Guglielmo I di Brandeburgo, fornendo un contingente nella lotta contro la Francia condotta dall'Impero. Inoltre, per consolidare i legami tra l'Assia-Kassel e la sua terra d'origine, fece sposare la figlia Elisabetta Enrichetta al nipote Federico.
Nell'ultimo periodo della sua reggenza, ella cercò di procrastinare l'effettiva presa di potere del figlio Carlo, causando per ciò stesso notevoli tensioni. Alla fine, però, ella annunciò la conclusione della reggenza l'8 agosto del 1677.
Sotto il suo governo l'Assia-Kassel venne caratterizzata dalla caccia alle streghe, nel corso della quale Katharina Lips venne sottoposta a terribili torture a Marburgo, nel 1672 e nel 1673.

## Discendenza
Diede al marito sette figli:
- Carlotta Amalia (Kassel, 27 aprile 1650-Copenaghen, 27 marzo 1714), sposò il re Cristiano V di Danimarca;
- Guglielmo VII (Kassel, 21 giugno 1651-Parigi, 21 novembre 1670);
- Luisa (Kassel, 11 settembre 1652 -Kassel, 23 ottobre 1652);
- Carlo I (Kassel, 3 agosto 1654-Kassel, 23 marzo 1730);
- Filippo (Kassel, 14 dicembre 1655-Aquisgrana, 18 giugno 1721), Langravio d'Assia-Philippsthal, sposò la contessa Caterina Amalia di Solms-Laubach;
- Giorgio (Kassel, 20 marzo 1658-4 luglio 1675);
- Elisabetta Enrichetta (Kassel, 8 novembre 1661 -Kölln, 7 luglio 1683), sposò il re Federico I di Prussia.

## Ascendenza
|                                            |                            |                                     | Genitori                           |  |  | Nonni |  |  | Bisnonni                               |  |  | Trisnonni                       |  |
|                                            |                            |                                     |                                    |  |  |       |  |  | Gioacchino III Federico di Brandeburgo |  |  | Giovanni Giorgio di Brandeburgo |  |
|                                            |                            |                                     |                                    |  |  |       |  |  | Gioacchino III Federico di Brandeburgo |  |  | Giovanni Giorgio di Brandeburgo |  |
|                                            |                            | Sofia di Liegnitz                   |                                    |  |  |       |  |  | Gioacchino III Federico di Brandeburgo |  |  |                                 |  |
| Giovanni Sigismondo di Brandeburgo         |                            |                                     |                                    |  |  |       |  |  | Gioacchino III Federico di Brandeburgo |  |  |                                 |  |
|                                            |                            | Caterina di Brandeburgo-Küstrin     | Giovanni di Brandeburgo-Küstrin    |  |  |       |  |  |                                        |  |  |                                 |  |
|                                            |                            | Caterina di Brandeburgo-Küstrin     | Giovanni di Brandeburgo-Küstrin    |  |  |       |  |  |                                        |  |  |                                 |  |
|                                            |                            | Caterina di Brandeburgo-Küstrin     | Caterina di Brunswick-Wolfenbüttel |  |  |       |  |  |                                        |  |  |                                 |  |
| Giorgio Guglielmo di Brandeburgo           |                            | Caterina di Brandeburgo-Küstrin     |                                    |  |  |       |  |  |                                        |  |  |                                 |  |
|                                            |                            | Alberto Federico di Prussia         | Alberto I di Prussia               |  |  |       |  |  |                                        |  |  |                                 |  |
|                                            |                            | Alberto Federico di Prussia         | Alberto I di Prussia               |  |  |       |  |  |                                        |  |  |                                 |  |
|                                            |                            | Alberto Federico di Prussia         | Anna Maria di Brunswick-Lüneburg   |  |  |       |  |  |                                        |  |  |                                 |  |
| Anna di Prussia                            |                            | Alberto Federico di Prussia         |                                    |  |  |       |  |  |                                        |  |  |                                 |  |
|                                            |                            | Maria Eleonora di Jülich-Kleve-Berg | Guglielmo di Jülich-Kleve-Berg     |  |  |       |  |  |                                        |  |  |                                 |  |
|                                            |                            | Maria Eleonora di Jülich-Kleve-Berg | Guglielmo di Jülich-Kleve-Berg     |  |  |       |  |  |                                        |  |  |                                 |  |
|                                            |                            | Maria Eleonora di Jülich-Kleve-Berg | Maria d'Austria                    |  |  |       |  |  |                                        |  |  |                                 |  |
| Edvige Sofia di Brandeburgo                |                            | Maria Eleonora di Jülich-Kleve-Berg |                                    |  |  |       |  |  |                                        |  |  |                                 |  |
|                                            | Ludovico VI del Palatinato | Federico III del Palatinato         |                                    |  |  |       |  |  |                                        |  |  |                                 |  |
|                                            | Ludovico VI del Palatinato | Federico III del Palatinato         |                                    |  |  |       |  |  |                                        |  |  |                                 |  |
|                                            | Ludovico VI del Palatinato | Maria di Brandeburgo-Bayreuth       |                                    |  |  |       |  |  |                                        |  |  |                                 |  |
| Federico IV Elettore Palatino              | Ludovico VI del Palatinato |                                     |                                    |  |  |       |  |  |                                        |  |  |                                 |  |
|                                            |                            | Elisabetta d'Assia                  | Filippo I d'Assia                  |  |  |       |  |  |                                        |  |  |                                 |  |
|                                            |                            | Elisabetta d'Assia                  | Filippo I d'Assia                  |  |  |       |  |  |                                        |  |  |                                 |  |
|                                            |                            | Elisabetta d'Assia                  | Cristina di Sassonia               |  |  |       |  |  |                                        |  |  |                                 |  |
| Elisabetta Carlotta del Palatinato-Simmern |                            | Elisabetta d'Assia                  |                                    |  |  |       |  |  |                                        |  |  |                                 |  |
|                                            |                            | Guglielmo I d'Orange                | Guglielmo I di Nassau-Dillenburg   |  |  |       |  |  |                                        |  |  |                                 |  |
|                                            |                            | Guglielmo I d'Orange                | Guglielmo I di Nassau-Dillenburg   |  |  |       |  |  |                                        |  |  |                                 |  |
|                                            |                            | Guglielmo I d'Orange                | Giuliana di Stolberg               |  |  |       |  |  |                                        |  |  |                                 |  |
| Luisa Giuliana di Nassau                   |                            | Guglielmo I d'Orange                |                                    |  |  |       |  |  |                                        |  |  |                                 |  |
|                                            |                            | Carlotta di Borbone-Montpensier     | Luigi III di Montpensier           |  |  |       |  |  |                                        |  |  |                                 |  |
|                                            |                            | Carlotta di Borbone-Montpensier     | Luigi III di Montpensier           |  |  |       |  |  |                                        |  |  |                                 |  |
|                                            |                            | Carlotta di Borbone-Montpensier     | Jacqueline de Longwy               |  |  |       |  |  |                                        |  |  |                                 |  |
|                                            |                            | Carlotta di Borbone-Montpensier     |                                    |  |  |       |  |  |                                        |  |  |                                 |  |